# Балеевка
Балеевка — село в Пильнинском районе Нижегородской области, располагается на правом берегу реки Мочалейка, которая впадает в реку Медяна, протекающую на юго-востоке от села. Входит в состав Тенекаевского сельсовета. До 2009 г. входило в состав Ждановского сельского совета, включающего также населённые пункты.
Численность населения: 72 человека (январь 2014 г.).
Площадь населённого пункта 1,08 км²..
Ближайшее отделение Почты России расположено в селе Жданово (индекс 607498).

## История
Раньше было ведь два села Контево-Балеевка и Балеевка-Удельная. В Контево-Балеевке правил князь, все земли были его и весь народ работал на него. А Балеевка-Удельная возникла чуть позже. Рассказывают, что мамешевский князь Егор поселил гам на жительство монастырские семьи из Нижегородского монастыря. Но у них не было своей земли. Вот из-за этого и началась у них вражда с жителями Контево-Балеевки. Мужики выходили в поле драться с вилами, косами, топорами, дело доходило до убийства. Вызвали из И. Новгорода по этому поводу землемера в Удельную Балеевку. Решили пойти на хитрость — сшили землемеру шубу, напоили, накормили его. Ну. землемер и разделил их земли, сказал: где пройду — там ставьте вешки! Слово — закон. На том и порешили. Наделил землемер и каждой семье по участку земли.
Основным занятием в селе было сельское хозяйство. Сажали картофель, лук, сеяли пшеницу, рожь, овёс, горох, морковь, капусту, огурцы, лён. У каждой семьи было своё хозяйство. Держали все скот — коров, овец, лошадей, свиней, кур, гусей. Если были излишки, то возили на базары продавать.
Очень зажиточных крестьян в селе не было, семей 5-7. Наоборот, в редкой семье хватало хлеба. В каждом хозяйстве был свой амбар, где держали запасы зерна, муки. круп. Молоть зерно возили на мельницу в Жданово. Правда, и своя мельница небольшая была в Балеевке До коллективизации в селе не было ни артели, ни коммун Раскулачили в Балеевке пять семей.
О создании колхозов решали на сходе, образовалось два колхоза. Имени Свердлова и им. Карла Маркса. Председателями были Осипов Дмитрий и Карезина Таисья. В колхоз народ шёл охотно, обо всех покупках решали на сходе — будь то трактор или молотилка. Примерно в 1953 году колхозы объединились. Оплату в колхозе производили на трудодни, на один трудодень давали 2 кг зерна и 7 кг картошки, так что, начало коллективизации было хорошим временем. По сравнению с дореволюционным временем стали жить хорошо. Когда началась война, все мужчины ушли на фронт. Остались женщины, дети да старики. Жилось в ту пору очень тяжело. Работа для женщин была непростая, поделали всё. Все, кто вернулся с войны, стали работать в колхозе. Село начало вновь оживать, колхоз стал крепнуть. Держали большие фермы, повысились урожаи, стали получать хорошую прибыль. Колхозники понемногу стали строиться, строили и в селе. Открыли новый магазин, школу, клуб. Молодёжь начала оставаться в селе жить и работать. В домах появилось радио, газ, телевизоры. Стало расти и крепнуть благосостояние жителей.
В 1688 году была выдана грамота царей Иоанна, Петра Алексеевича и царевны Софьи Алексеевны Амвросиевскому Дудинскому монастырю на владение деревней Балеево с угодьями и покосами.
Последние царские грамоты о землевладении относятся к эпохе Петра I,взявшем в Никольском Дудине монастыре золото на Шведскую компанию. Эта грамота Ивана и Петра Алексеевичей (1690 и 1699 гг.) на землю, сенные покосы, и лесные угодья, принадлежащие монастырскому селу Никольское в Ядринском уезде и грамота Петра Алексеевича (1697 г.) на рыбные ловли, сенные покосы и выменянную землю и крестьян в деревне Балееве Алатырского уезда (бывшие Булгарские земли, серьёзная связь со столицей Булгар).
Кроме царских грамот Дудин монастырь имел грамоты на свои владения от патриарха Иова (1602 г.) и патриарха Филарета Никитича (1620 г.) на деревню Троедворы, а в 1626 году о Скоробогатовской пустоши.
В 1691 году настоятель получает грамоту от патриарха Адрана О владении променными землями в деревне в Балеево Алатырского уезда. У монастыря была жалованная земля и во Владимирской уезде 3685 саженей (=2,48 м) пустоши, которую обитель сдавала в наём по 8 рублей. (корова стоила 1,5 рубля).
В связи с секуляризационными реформами начала XVIII в. в 1701—1705 гг. Дудин Амвросиев во имя святителя Николая Чудотворца мужской монастырь был лишён права распоряжаться доходами с земельных владений, получал вместо них из Монастырского приказа 70 р. 40 к. в год. Когда с начала 20-х годов XVIII века эта выплата в полном объёме прекратилась, на расходы и жалованье братии поступали платежи только из одной вотчины — с. Балеева Алатырского уезда по 10 р. в год. Монастырю были возвращены находившиеся некогда в его владении около 600 человек, 326 из которых находились на пашне и других работах, а остальные — на рублёвом оброке. Часть земель и угодий сдавалась Дудину монастырю в аренду.
В 1762—1764 годах деревня Балеево входила в состав Пьянского стана Алатырского уезда.
В ведомости Симбирского наместничества за 1780 год значится деревня Балеева, при суходоле, с ревизскими душами в количестве 161 человек, из которых 99 экономических крестьян и 62 помещиковых крестьян. В это время деревня Балеева перешла из Пьянского стана Алатырского уезда в состав Курмышского уезда.
На хранении в ГКУ Центральный архив Нижегородской области (ГКУ ЦАНО) имеется дело по прошению князя В. И. Мустафина о разрешении въезда в лесные казённые дачи крестьянам с. Мамешево и д. Балеево от 31 октября
1795 — 24 сентября 1796 года.
История возникновения села Болеевка точно неизвестна. В XVIII—XIX веках было два села: Контево-Болеевка и Балеевка-Удельная. В Контево-Балеевке правил помещик, и все земли принадлежали ему. А Удельная Балеевка возникла чуть позже. Рассказывают, что мамёшевский помещик поселил там на жительство монастырские семьи из Нижегородского монастыря. Между жителями деревни были постоянные стычки, доходившие до убийств из-за земли. Вызвали из уезда землемера, который и разделил им землю.
.

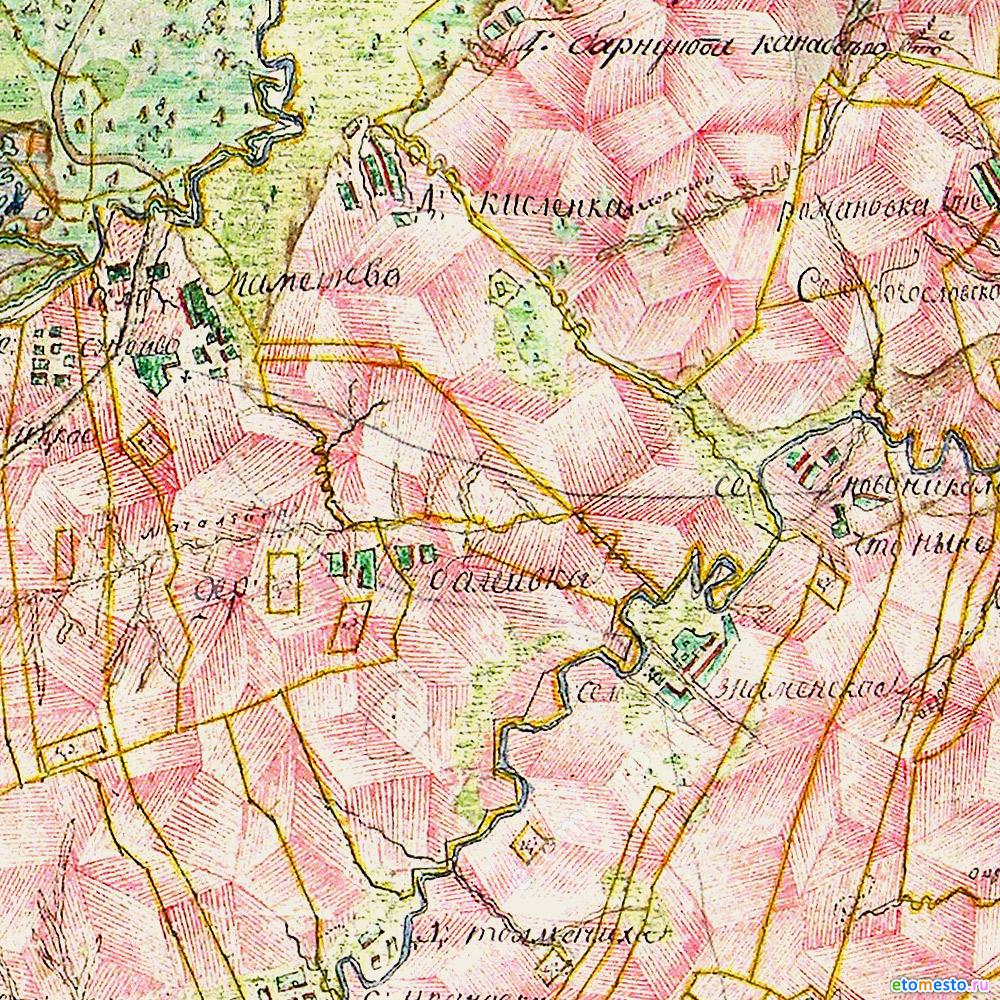
Деревня Балеивка на плане генерального межевания Курмышского уезда Симбирской губернии, 1808 год

В Государственном архиве Ульяновской области имеются на хранении документы по казённым крестьянам деревни Балеевка от 31 марта 1834 г. (Основание: Ф156, оп2, д198, лл154-164) и удельным крестьянам деревни Балеевка от 11 сентября 1850 г. (Основание: Ф156, оп2, д500, лл456-490).
В 1858 году сёлами Мамешево, Болеево и сц. Беловка владела Коптева Екатерина Ивановна.
Из книги «Симбирская губерния» 1859 г. Артемьев А. И.:
```
- Балеевка, д. удел. и вл. Положение - при безъименном ручье и колодцах;
```

```
- Расстояние в верстах:
- от уездн. города 54 версты
- от стан. кварт. 12 вёрст
```

```
- Число дворов: 76 дворов
```

```
- Число жителей:
- м.п. 307 человек
- ж.п. 303 человека
[
10
]
.
```

В алфавитном списке населённых мест Курмышского уезда Симбирской губернии по сведениям 1859 года, составленном на основании 39-го выпуска списков, значится Балеевка деревня удельная и владельческая Курмышского уезда.
Самая ранняя карта, в которой обозначена деревня Балеивка, — ПГМ Курмышского уезда Симбирской губернии за 1808 год.
До 1939 года в селе Мамешево находилось два храма (церкви): холодный и тёплый. Деревня Балеевка являлась приходом Тихвинской церкви села Мамёшево.
Холодный храм каменный, построен в 1811 году князем Вас. Иванов. Мустафиным; престолов в нём три: главный в честь Тихвинской иконы Божией Матери, в правом приделе во имя Архистратига Божия Михаила и в левом во имя свв. мучц. Софии и трёх её дочерей Веры, Надежды и Любви.
Тёплый храм деревянный, построен прихожанами в 1879 г.; престол в нём во имя трёх Святителей Василия Великого, Григория Богослова и Иоанна Златоустого… Прихожан: в с. Мамешеве (н. р.) в 90 двор. 328 м и 330 ж.; в с-це Никольском (при р. Пьяне, в 1/2 вер.; н. р.) в 31 двор. 109 м и 100 ж.; в дер. Балеевке (при рч. Мочалейке, в 2 1/2 вер.; н. р.) в 91 двор. 331 м и 357 ж.; в дер. Ивановке (при рч. Медянке, в 8 вер.; н. р.) в 46 двор. 164 м и 160 ж.; в с-це Кисленке (при р. Пьяне, в 3 вер.; н. м.) в 143 двор. 506 м и 544 ж.; всего в 401 двор. 1438 м и 1491 ж. Церк.- приход. школа существует с 1888 г., помещается в собственном здании.
В октябре 1965 г. села Балеевка-Удельная и Балеевка-Коптево объединены в одно село Балеевка

## Население
| 2002 | 2010 |
| ---- | ---- |
| 134  | ↘90  |

## Инфраструктура
Личное подсобное хозяйство с зоной сельскохозяйственного использования, индивидуальная застройка усадебного типа.
Основа экономики — сельское хозяйство.

## Транспорт
Остановка общественного транспорта «Балеевка». 